# سارة روبرتسون
سارة روبرتسون (بالإنجليزية: Sarah Robertson) هي لاعب هوكي الحقل بريطانية، ولدت في 27 سبتمبر 1993 في Melrose, Scottish Borders ‏ في المملكة المتحدة.